# Voronenko, Iaremce
Voronenko (în ucraineană Вороненко) este un sat în comuna Iablunîțea din regiunea Ivano-Frankivsk, Ucraina.

## Demografie
Componența lingvistică a localității Voronenko
     Ucraineană (99,52%)
     Alte limbi (0,48%)
Conform recensământului din 2001, majoritatea populației localității Voronenko era vorbitoare de ucraineană (99,52%), existând în minoritate și vorbitori de alte limbi.